# Oděvní swap

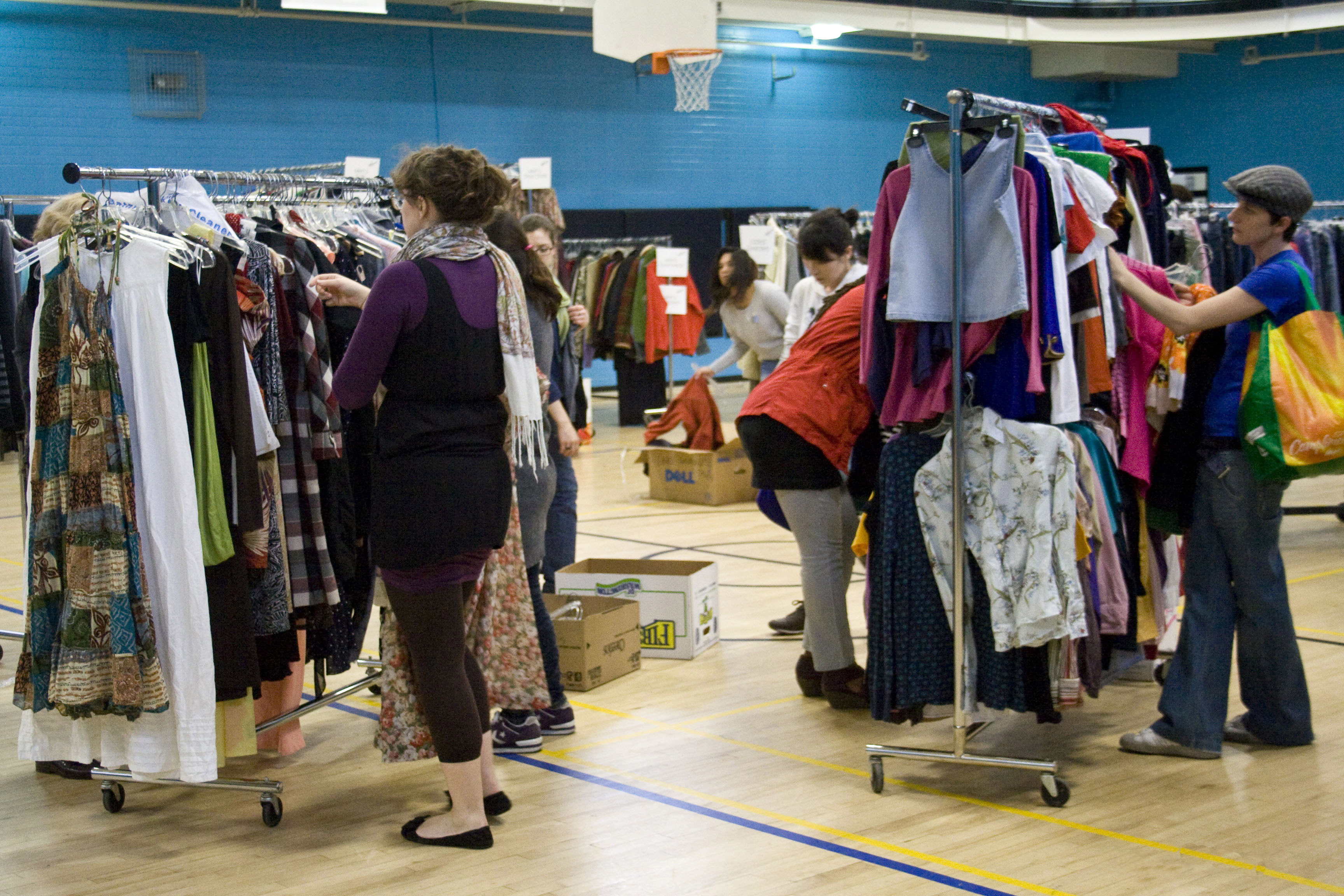
Swap v Torontu

Oděvní swap je akce, jejíž účastníci si mohou své ještě kvalitní, ale už nevyužívané oblečení vyměnit za jiné. Mohou si tak doplnit šatník novými kousky, aniž by přitom vznikly nové náklady na jejich výrobu a zátěž pro životní prostředí. 
Swapy oblečení vznikly v roce 1994 v San Franciscu. 
Motivy pro účast na swapu mohou být environmentální, ekonomické i sociální. Oblečení, které by skončilo na skládce, se díky swapu může znovu upotřebit. Tato výměna je tak způsobem, jak snížit množství textilního odpadu, jehož předním producentem je právě módní průmysl. Účastníci swapu přitom mohou získat ještě kvalitní oblečení velmi levně (např. za jednotný vstupní poplatek), někdy i zcela zdarma. 
Součástí swapů bývají přednášky nebo promítání na témata ekologie a udržitelného rozvoje lidské společnosti. Upozorňují např. na dopady fast fashion na životní prostředí nebo prezentují účastníkům způsoby, jak mohou k jeho ochraně v každodenním životě sami přispět. 